# Олисова, Ольга Юрьевна
Ольга Юрьевна Олисова (род. 10 июля 1957 года) — российский учёный-дерматовенеролог, член-корреспондент РАН (2022).

## Биография
Родилась 10 июля 1957 года.
Окончила лечебный факультет 1-го Московского медицинского института имени И. М. Сеченова.
В 1986 году — защитила кандидатскую диссертацию, тема: «Фототерапия больных бляшечным парапсориазом».
В 2002 году — защитила докторскую диссертацию, тема «Псевдолимфомы кожи».
В 2022 году — избрана членом-корреспондентом РАН от Отделения медицинских наук.
В настоящее время — профессор кафедры кожных и венерических болезней имени В. А. Рахманова ПММГУ имени И. М. Сеченова.

## Научная деятельность
Специалист в области дерматовенерологии.
Много лет посвятила изучению методов фототерапии кожных болезней, возглавляет исследования по проблемам, стоящим на границе дерматологии и косметологии (угревая болезнь, розацеа, алопеция).
Ведет исследования в областях: псориаз, диагностика и лечение лимфопроли феративных заболеваний, в том числе псевдолимфом кожи, акне, розацеа, алопеция, применение различных методов фототерапии кожных болезней, акне, розацеа, алопеция, тяжелые и редкие дерматозы, инновационные аппаратные методы в дерматологии и косметологии; изучение эпигенетики распространенных заболеваний кожи совместно с Институтом общей генетики РАН; изучение антимикробных пептидов и нейропептидов при различных заболеваниях кожи совместно с Университетом Людвига Максимилиана (Германия); внедрение РRР-технологий в дематокосметологии с Центром переливания крови; новые лечебно-диагностические методы совместно с НИИ ревматологии, Гематологическим научным центром РАМН, Онкологическим научным центром РАМН; внедрение лазерных технологий в дерматокосметологии совместно с Центром Шиба (Израиль).
Под её руководством защищены 3 докторские и 9 кандидатских диссертаций.
Руководитель редакционной коллегии журнала «Российский журнал кожных и венерических болезней», член Европейской академии дерматологии и венерологии (EADV), член Правления Всероссийского общества дерматовенерологов.
Автор 260 научных работ, в том числе соавтор нескольких монографий, член редакционной коллегии журнала «Клиническая дерматология и косметология», «Пластическая хирургия и косметология».
Соавтор ряда научных трудов, в том числе:
- автор разделов в книге: Иванова О. Л., ред. Кожные и венерические болезни. Справочник. М.: Медицина; 1998; 2004; 2007; 2010.
- автор главы «Псевдолимфомы кожи» в книге: Воробьева А. И., ред. Руководство по гематологии. М.: Ньюдиамед ; 2003. т.2.
- автор глав «Псевдолимфомы кожи», «Папапсориазы» в книге: Скрипкина Ю. К., Бутова Ю. С., ред. Клиническая дерматовенерология . М.: ГЕОТАР-Медиа; 2009.т.2.
- автор глав «Псевдолимфомы кожи», «Папапсориазы» в книге: Скрипкина Ю. К., Бутова Ю. C., Иванова О. Л., ред. Дерматовенерология. Национальное руководство . М.:ГЕОТАР — Медиа; 2 011.
- Олисова О. Ю., Потекаев Н. С. Псевдолимфомы кожи. М.: Практика; 2013.

## Награды
- Заслуженный врач Российской Федерации (2019)[1]